# Ely Culbertson
Ely Culbertson, född den 22 juli 1891 i Poiana Varbilau, Rumänien, död den 27 december 1955 i Brattleboro, Vermont, USA, var en tongivande person inom kontraktbridgen under 1930- och 40-talen.

## Biografi
Culbertson föddes i Rumänien och var son till en amerikansk gruvingenjör och hans ryska hustru. Han upplevde revolutionen 1905–07 i Ryssland och satt i unga år i fängelse i Ryssland, Mexiko och Spanien på grund av radikala politiska åsikter.
Han studerade vid l'École des Sciences Economiques et Politiques på Sorbonne i Paris och  därefter vid universitetet i Genève. Hans anlag för språk var extraordinära och han talade ryska, engelska, franska, tyska, tjeckiska och spanska flytande. Han hade dessutom läskunskaper i fem andra språk och kunskap om latin och klassisk grekiska. Trots sin utbildning var hans lärdom i stort sett självförvärvad.
Efter ryska revolutionen (1917) bodde Culbertson fyra år i Paris och andra europeiska städer och försörjde sig genom att utnyttja sin skicklighet som kortspelare. År 1921 flyttade han till USA, där han tjänade sitt levebröd från vinster på auktionsbridge och poker. År 1923 gifte han sig med Josephine Murphy Dillon, som var framgångsrik lärare i auktionsbridge och en ledande kvinnlig spelare på Manhattan. De var båda framgångsrika både som spelare och lärare.
Samtidigt studerade Culbertson bridgens matematiska och psykologiska grunder och tillsammans med hustrun analyserade han tiotusentals kortsitsar, som hon hjälpte honom att katalogisera. Det var i mitten av 1920-talet som kontraktsbridge började ersätta auktionsbridge, vilket blev upptakten till hans stora framgångar och nu genomförde han en omfattande och framgångsrik kampanj för att främja sig själv som ledare för det nya spelet. Som spelare, arrangör, budgivningsteoretiker, redaktör och lagledare blev han en nyckelperson i utvecklingen av kontraktetbridgens stora boom under 1930-talet. 
Culbertson skapade ett helt nytt budsystem för bridgen och utvecklade det genom åren med många andra betydelsefulla konventioner. Miljoner människor över hela världen kom att anamma hans system eller åtminstone använda grunderna av det.
Culbertson grundade och redigerade The Bridge World Magazine, som fortfarande publiceras, och skrev många tidningsartiklar och böcker om bridge. Han ägde den första spelkortsfirman som tillverkade plastkort, och ägde en kedja av bridgeskolor med kvalificerade lärare i Culbertsons budsystem.
Bland de böcker som översatts till svenska kan nämnas – förutom Culbertsons blå bok (översatt 1932) – standardverket Den gyllene boken (1938). Han intresserade sig även för andra kortspel som canasta och gin rummy.
Culbertson agerade även som professionell revolutionär, d.v.s. han snickrade på anmodan ihop stasförfattningar sedan han lärt känna landets struktur. Ingen av dessa utgåvor har översatts till svenska.

## Publikationer
- Contract Bridge Blue Book (1930) (Culbertsons blå bok: kontraktsbridge, översättning Nils Holmberg, Bonnier, 1932). 2. rev. uppl. 1933, med titeln Kontraksbridge: en blå bok
- Contract bridge red book on play (Culbertsons röda bok om bridgespelet, översättning Nils Holmberg, Bonnier, 1935)
- Culbertson's new and complete summary of contract bridge (Ely Culbertsons gröna bok i kontraktsbridge, översättning M. Hjertstrand, Fritze, 1936)
- Culbertson's own contract bridge self-teacher (Culbertson i 35 lektioner av honom själv, översättning Nils Holmberg, Bonnier, 1936)
- 300 contract bridge hands (1933) [match v Beasley for Schwab trophy]
- Contract bridge complete: the Gold Book of bidding and play (1936) (Culbertsons gyllene bok, översättning Nils Holmberg, Bonnier, 1937)
- Jo Jotte (Jo-jotte, det nya kortspelet för två, översättning  Cedric Leijonhufvud, Geber, 1938)
- The Strange Lives of One Man (1940) (Mina sju liv: en självbiografi, översättning Nils Holmberg, Bonnier, 1941)
- The World Federation Plan (1942)
- Total Peace (1943)
- Must We Fight Russia? (1946)
- Culbertson on Canasta: a Complete Guide for Beginners and Advanced Players With the Official Laws of Canasta (1949) (Hur man spelar canasta, översättning Didrik Nissén, Allhem, 1950)
- Culbertson's new and complete summary of contract bridge. Point-count bidding. Honor-trick bidding. Leads and plays (Ny och fullständig sammanfattning i kontraktsbridge, översättning Einar Werner, Forum, 1955)